# Arnold Engler

Arnold Engler (ca. 1905)

Arnold Engler (* 29. Januar 1869 in Stans; † 15. Juli 1923 in Zürich; heimatberechtigt in Zizers und ab 1912 in Zürich) war ein Schweizer Forstwissenschaftler und Hochschullehrer.

## Leben
Arnold Engler, Sohn von Johann und Theresia, geborene Odermatt, war mit Marie Odermatt verheiratet. Im Jahre 1890 erlangte er das Forstwirt-Diplom am Eidgenössischen Polytechnikum in Zürich.

## Schaffen
Zwischen 1892 und 1893 war Engler Kreisoberförster in Klosters und von 1893 bis 1897 Kantonsoberförster des Kantons Nidwalden. Anschliessend, von 1897 bis 1923, war er als Professor für Forstwissenschaften an der ETH Zürich tätig. Des Weiteren war er zwischen 1902 und 1923 Direktor der Eidgenössischen Anstalt für das forstliche Versuchswesen (EAFV, heute Eidgenössische Forschungsanstalt für Wald, Schnee und Landschaft).
Engler war Begründer der Zürcher Schule des sogenannten naturnahen Waldbaus und erwarb sich grosse Verdienste um die Abklärung der Zusammenhänge zwischen Bewaldungsanteilen, Boden und Wasserabfluss. Für sein Schaffen wurde Engler 1918 der Dr. h. c. der Universität Zürich sowie 1921 von der Universität für Bodenkultur Wien verliehen.